# Heinz Leo Fischer
Heinz Leo Fischer, auch Heinz-Leo Fischer, (* 19. November 1902 in Wien; † 4. November 1977 in München) war ein österreichischer Theaterschauspieler, Filmschauspieler, Theaterregisseur, Hörspielsprecher und Synchronsprecher.

## Leben

### Ausbildung und Theater
Fischer wuchs in Wien in bescheidenen Verhältnissen auf. Nach Abschluss der Realschule arbeitete er, um sich etwas Geld zu verdienen, als Statist am Wiener Volkstheater. 1921/22 spielte er bei der Wanderbühne des Österreichischen Volksbildungsamtes. Ohne je eine Schauspielausbildung absolviert zu haben, erhielt er sein erstes Engagement am Wiener Akademietheater. 1923 wurde er an das Theater in der Josefstadt verpflichtet. In der Spielzeit 1924/25 war er am Stadttheater Aussig engagiert, wo er u. a. den Dauphin Karl in Die heilige Johanna von George Bernard Shaw spielte. In der Spielzeit 1925/26 trat er am Neuen Deutschen Theater und an der „Kleinen Bühne“ in Prag auf. In der Spielzeit 1926/27 folgte ein Engagement als jugendlicher Liebhaber an den Wiener Kammerspielen. Gleichzeitig gastierte er in dieser Zeit auch mehrfach an der Wiener Renaissancebühne. Ab November 1926 spielte er an den Wiener Kammerspielen den verliebten Pagen Howard in Marcel Achards Schauspiel Marlborough zieht in den Krieg. Ab April 1927 stand er in den Wiener Kammerspielen u. a. gemeinsam mit Peter Lorre und Eva Fiebig in der Revue Alles verkehrt auf der Bühne. Im Mai 1927 war er als „Der Attaché“ in dem Schauspiel Duell der Liebe von Lili Hatvany mit Leopoldine Konstantin in der Hauptrolle zu sehen. Ab Juni 1927 übernahm er die Rolle des Kapitänleutnants Laspigo in Luigi Pirandellos Schauspiel Die Nackten kleiden und, an der Seite von Harald Paulsen in der Hauptrolle, die Rolle des stotternden Bankbeamten und Buchsachverständigen George Boyd in der amerikanischen Screwball-Komödie Zwölf Mädel lernen heiraten von Alice Duer Miller und Robert Milton. In Wien lernte er den Schauspieler und späteren Regisseur Paul Verhoeven kennen, mit dem ihn eine lebenslange Freundschaft verband.
Zur Spielzeit 1927/28 wechselte er an das, seit 1923 von Hermine Körner als Intendantin geleitete, Albert-Theater in Dresden, wo er Paul Verhoeven wiedertraf. Fischer wurde als „erster jugendlicher Held und Liebhaber“ engagiert und debütierte dort im September 1927 erfolgreich als Mortimer in Maria Stuart. Im Oktober 1927 übernahm er, an der Seite von Melanie Horeschovsky, die Titelrolle in Liliom, für die er ebenfalls gute Kritiken erhielt. Im November 1927 folgte der junge Schalanter in Ludwig Anzengrubers Volksstück Das vierte Gebot, bei dem er „fast alleine die gute Wiener Anzengruber-Tradition verkörpert[e] und insbesondere in der Gefängnisszene ... erschütternde Momente hat[te].“ Ab November 1927 spielte er, neben Hermine Körner als Porzia, den Bassanio in Der Kaufmann von Venedig. In der Spielzeit 1927/28 war er außerdem in der „schwierigen und hintergründigen“ Rolle des „gerissenen“ Polizeiarztes Lomond in der Erstaufführung von Edgar Wallace’ Theaterstück Der Hexer zu sehen. Ab April 1928 spielte er den Titelrolle in Hermine Körners Peer Gynt-Inszenierung, in der er eine „bewundernswerte“ physische Leistung bot und, „zwingend“, der Figur eine „seelische Formung, die jeder Lebensphase gerecht ward“, verlieh. Im Mai 1928 spielte er, an der Seite von Albert Bassermann (Wallenstein) und Hermine Körner (Gräfin Terzky), den Max Piccolomini in Wallensteins Tod. Zur Eröffnung der Spielzeit 1928/29 übernahm er, an der Seite von Hermine Körner in der Titelrolle, den Orest in Iphigenie auf Tauris. Ab Oktober 1928 folgte die Rolle des jungen Friedrich Schiller in Heinrich Laubes Schauspiel Die Karlsschüler. Ende Oktober 1928 spielte er, an der Seite von Marion Regler als Gast in der Titelrolle, den Dauphin Karl, den er „mit bemerkenswerter Zurückhaltung gab“, in Die heilige Johanna von George Bernard Shaw. Ab Dezember 1928 übernahm er, an der Seite von Hermine Körner als Magda von Schwartze, die Rolle des „salbungslos ehrliche[n]“ Pfarrers Heffterdingk in der Wiederaufführung des Schauspiels Heimat von Hermann Sudermann. 1929/30 lebte er ohne festes Engagement in Essen. Im November 1929 trat er, im Rahmen einer Gastspielreise von Hermine Körner, als Bolingbroke in Das Glas Wasser und als „Anatol“ am Stadttheater Gießen auf. Im Januar 1930 gastierte Fischer an der Seite von Hermine Körner, „gewandt und geschmeidig in der Diktion“ und mit „unverkennbar Körnersche[r] Färbung“, als Bolingbroke in Das Glas Wasser am Düsseldorfer Schauspielhaus. Ab 1930/31 trat Fischer auch, meist bei Gastspielreisen von Hermine Körner, auch mit ersten eigenen Regiearbeiten hervor. Ende 1931 gastierte er im Rahmen einer Schnitzler-Feier gemeinsam mit Hermine Körner mit dem Einakter „Weihnachtseinkaufe“ aus dem Anatol-Zyklus im Schauspielhaus Leipzig, wobei er dem „leichtsinningen Melancholiker“ Anatol „viel charmantes Oesterreichertum [sic!], vornehme Haltung und den elegischen Ton“ verlieh. In der Spielzeit 1931/32 wirkte er bei Gastspielen von Hermine Körner, die diese am Schauspielhaus Leipzig und am Volkswohltheater Dresden gab, als Schauspieler mit und übernahm jeweils auch die Spielleitung. Im Februar 1932 spielte er am Volkswohltheater Dresden, an der Seite von Hermine Körner, den Pfarrer Heffterdingk in Hermann Sudermanns Schauspiel Heimat. Im März 1932 trat er beim Volkswohltheater Dresden als Titelheld im Urfaust auf.
Es folgten anschließend kurze Bühnenengagements, u. a. in der Spielzeit 1932/33 als Schauspieler und Regisseur am Schauspielhaus Leipzig, und an der „Komödie“ in Berlin. Im April 1933 gastierte er mit dem Ensemble der „Komödie Berlin“, an der Seite von Hermine Körner, Paul Wegener und Hedwig Wangel, als Student Erhard in Henrik Ibsens Schauspiel John Gabriel Borkman am Operettentheater Duisburg und am Stadttheater Bielefeld. Im Mai 1933 gastierte er mit dieser Produktion am Stadttheater Halle. Ende Mai 1933 gastierte Fischer mit dieser Produktion auch am Raimundtheater in Wien, wo Fritz Rosenfeld, der Rezensent der Arbeiter-Zeitung, seine schauspielerische Leistung jedoch als „ganz unzureichend“ bewertete.
Im Februar 1936 kehrte er aus Furcht vor einer drohenden Ausweisung aus dem Deutschen Reich nach Wien zurück. In der Spielzeit 1936/37 spielte Fischer wieder in Wien. Ab der Spielzeit 1936/37 war er gleichzeitig am Deutschen Theater Brünn verpflichtet, wo er am „Neuen Schauspielhaus“ als Schauspieler und Spielleiter tätig war. 1937 emigrierte er vor dem heraufkommenden Nationalsozialismus in Österreich dauerhaft in die Tschechoslowakei. 1938 war er Komitee-Mitglied des Tschechisch-Deutschen Bühnenclubs im Bezirk Brünn. Er war Mitbegründer einer demokratisch-organisierten Schauspielergruppe am Theater Brünn. Die gemeinsame Initiative von etwa 40 „arischen“ und „nicht-arischen“ Schauspielern und Schauspielerinnen, durch Gründung der gewerkschaftlich orientierten „Neuen deutschen Arbeitsgemeinschaft“ Beschäftigungsmöglichkeiten für mit Berufsverbot belegte jüdische und politisch verfolgte Schauspieler zu schaffen, wurde im Mai 1938 vom NS-Parteiorgan Völkischer Beobachter höhnisch kommentiert; Fischer und seine beiden Mitgründer Dr. Reich = [Dr. Otto Reich, Chorsänger am Theater Brünn] und Oskar Willner wurden als „berüchtigte Juden“ diffamiert. Fischer schloss sich daraufhin dem Widerstand gegen die nationalsozialistische Gleichschaltungspolitik im Sudetenland an und ging nach Prag, wo er teilweise „im Untergrund“ lebte. 1939 lehnte er ein Engagement an das Stadttheater Bern ab, um seine Widerstandstätigkeit in der Tschechoslowakei fortsetzen zu können. Er erhielt ein Einreise-Visum des britischen Secret Service zur Emigration nach England, wurde aber 1941 verraten und als sogenannter „Schutzjude“ verhaftet. Von 1941 bis 1945 war er in verschiedenen Konzentrationslagern (KZ Dachau, Ghetto Łódź, KZ Auschwitz-Birkenau) interniert. Nach seiner Befreiung von der NS-Herrschaft lebte Fischer, schwer krank und pflegebedürftig, zunächst wieder in Prag, wo er auch seine spätere Ehefrau Lydia, geborene Altmann, kennenlernte. Nach dem Ende des Zweiten Weltkriegs schrieb er Ende 1945/Anfang 1946 an seinen Freund Paul Verhoeven, der seit September 1945 Intendant des Bayerischen Staatsschauspiels war. Der Brief bestand nur aus den Worten: „Lieber Paul, ich lebe.“ Verhoeven schrieb daraufhin zurück: „Komme sofort!“

### Mitglied am Bayerischen Staatsschauspiel
Fischer wurde 1946 offiziell Mitglied des Bayerischen Staatsschauspiels, dem er bis zu seinem Tode im Jahr 1977 über 30 Jahre ohne Unterbrechung angehörte. Seine erste Rolle war im Sommer 1946 die Titelrolle in Molnárs Schauspiel Liliom im Theater am Brunnenhof, dem Ausweichquartier des Bayerischen Staatsschauspiels. Fischer hatte diese Rolle innerhalb von 48 Stunden von Curd Jürgens übernommen.
Fischer spielte am Bayerischen Staatsschauspiel ein breites Repertoire, das von den deutschsprachigen Klassikern der Theaterliteratur (Shakespeare, Goethe, Schiller, Kleist), über das Theater der Jahrhundertwende und der Moderne bis zum Boulevardstück reichte. Fischer war vor allem ein „prägnanter Episoden-Schauspieler“. In den Anfangsjahren des Bayerischen Staatsschauspiels nach dem Zweiten Weltkrieg führte Fischer gelegentlich auch Regie, so bei dem Theaterstück Ein altes Deutsches Weihnachtsspiel von Max Mell (Premiere: Dezember 1946, Theater am Brunnenhof) und bei dem Theaterstück Der Soldat Tanaka von Georg Kaiser (Premiere: Juni 1947, Theater am Brunnenhof).
In der Spielzeit 1970/71 übernahm er, unter der Regie von Otto Schenk, die Rolle des Baptista in einer Neuinszenierung der Shakespeare-Komödie Der Widerspenstigen Zähmung (Premiere: April 1971), mit Christine Ostermayer und Klaus Maria Brandauer als Partnern. Einen großen Erfolg hatte er in der Spielzeit 1974/75, als er in Brechts Theaterstück Der aufhaltsame Aufstieg des Arturo Ui den Schauspieler verkörperte, der der Figur des Ui (alias Adolf Hitler) Sprech- und Gestikunterricht erteilt. Seine letzte Premierenrolle war in der Spielzeit 1976/77 im November 1976 die Rolle des Geschworenen Nr. 11 in dem Theaterstück Die zwölf Geschworenen von Reginald Rose/Horst Budjuhn. Fischer spielte diese Rolle noch bis kurz vor seinem Tode.
1955 gastierte er als Oberst Janick in der Erstaufführung des Schauspiels Das Dunkel ist licht genug von Christopher Fry an den Münchner Kammerspielen.

### Film und Fernsehen
Erste Erfahrungen mit dem damals neuen Medium Film machte Fischer Anfang der 1920er Jahre in Österreich, wo er in einigen Stummfilmen mitwirkte. Das Filmschaffen spielte in Fischers Karriere jedoch gegenüber seiner Arbeit als Theaterschauspieler stets eine untergeordnete Rolle.
In der Filmkomödie Kohlhiesels Töchter (1930) spielte er, an der Seite von Henny Porten (in der Doppelrolle), den Friseur Toni.
Fischer übernahm seit Anfang der 1950er Jahre neben seiner Theaterarbeit zahlreiche Filmrollen. Im bundesrepublikanischen Nachkriegskino wurde er, in einprägsamen Nebenrollen, hauptsächlich in Heimatfilmen, Musikfilmen, Komödien und seichten Lustspielen eingesetzt. Zu seinen Filmen gehörten unter anderem Der Geigenmacher von Mittenwald (1950), Die Schuld des Dr. Homma (1951, als Landgerichtsrat Dr. Holder), Musik bei Nacht (1953, als Manager Miller), Der Pauker (1958, als Dr. Rössler), Das schöne Abenteuer (1959, als Hotelgast Pinatel) und Wälsungenblut (1964/65, als Diener Wendelin).
In den 1950er und 1960er Jahren kamen auch Arbeiten für das Fernsehen hinzu. Fischer war unter anderem der erste TV-Darsteller des „Schwejk“ (1957, Regie: Paul Verhoeven). Die vom Bayerischen Rundfunk aufgezeichnete TV-Fassung der Shakespeare-Komödie Der Widerspenstigen Zähmung wurde ab 1974 mehrfach ausgestrahlt.

### Sprechertätigkeiten
Fischer wirkte in zahlreichen Hörspielen und Rundfunkproduktionen mit. Bekannt wurde er insbesondere als Gangster-Boss Jim Cooper in der Radio-Krimi-Serie Dickie Dick Dickens. Für den Bayerischen Rundfunk wirkte Fischer 1959 der Folge Tod auf Gepäckschein 3311 aus der Radio-Krimi-Serie Gestatten, mein Name ist Cox mit; er sprach die Rolle des verschlagenen Schurken Selim Gossera. 1963 übernahm er, ebenfalls beim Bayerischen Rundfunk, eine der Sprechrollen in der Cox-Folge Die kleine Hexe.
Außerdem wirkte er in mehreren Operettenaufnahmen des Bayerischen Rundfunks in Sprechrollen mit, so als Theaterdirektor in Das Veilchen von Montmartre (1955) und als komischer Diener Penižek in Gräfin Mariza (1958).
Fischer arbeitete auch als Synchronsprecher. Er lieh seine Stimme unter anderem Albert Bassermann in Die Unvollendete (USA 1941; Synchronfassung 1950), Akim Tamiroff in Wem die Stunde schlägt (USA 1943; Synchronfassung 1950), William Eythe in Das Lied von Bernadette (USA 1943; Synchronfassung 1948) und Cyril Shaps in Die Akte Odessa (USA 1974; Synchronfassung 1974).

## Tod
Heinz Leo Fischer, der mit einer Juristin verheiratet war, starb Anfang November 1977 unerwartet kurz vor seinem 75. Geburtstag in München. Sein Grab befindet sich auf dem Friedhof am Perlacher Forst, Stadelheimer Straße 24, in München. Nach den Angaben im „Münchner Friedhofsportal“ wurde Fischer auf dem Neuen Israelitischen Friedhof, Garchinger Straße 37, in München im Stadtbezirk Schwabing-Freimann beigesetzt.
Der Journalist und Theaterkritiker George Salmony schrieb in seinem Nachruf: „Er wurde zum Charaktermaler. Das heiser gewordene Organ, die scharfgeprägten Züge verliehen Bühnenmenschen unterschiedlichster Art Prägnanz und Präsenz. Er hatte eine einprägsame Art eckiger Komik und ein Temperament, das sich mit großer Autorität in allen Spielarten von Zorn, Anklage und – menschlicher Güte äußern konnte.“ [in: AZ, 5. November 1977]

## Ehrungen
- 1972: Verdienstkreuz 1. Klasse der Bundesrepublik Deutschland
- 19??: Staatsschauspieler, München

## Rollen am Bayerischen Staatsschauspiel (Auswahl)
(Anmerkung:)

### Theater am Brunnenhof
- 1946/47: Phädra, Rolle: Theramen, Regie: Arnulf Schröder
- 1946/47: Liebe im Müßiggang von Terence Rattigan (Deutsche Erstaufführung), Rolle: Sir John Fletcher, Regie: Erhard Siedel
- 1947/48: Ein Traumspiel, Rolle: Advokat, Regie: Paul Verhoeven
- 1947/48: Der Hauptmann von Köpenick, Rolle: Uniformschneider Adolph Wormser, Regie: Otto Wernicke
- 1948/49: König Lear, Rolle: Graf von Kent, Regie: Arnulf Schröder
- 1948/49: Der zerbrochne Krug, Rolle: Gerichtsrat Walter, Regie: Georg Philipp
- 1948/49: Wie es euch gefällt, Rolle: Jaques, Regie: Arnulf Schröder
- 1949/50: Der Zerrissene, Rolle: Gluthammer, Regie: Bruno Hübner
- 1950/51: Alle meine Söhne von Arthur Miller, Rolle: Dr. Bayliss, Regie: Hermann Wenninger

### Residenztheater
- 1950/51: Egmont, Rolle: Zimmermann, Regie: Arnulf Schröder
- 1952/53: Kolportage von Georg Kaiser, Rolle: Lindström, Regie: Hermann Wenninger
- 1953/54: Die Soldaten, Rolle: Rammler, Regie: Ernst Ginsberg
- 1954/55: Julius Caesar, Rolle: Marullus, Regie: Fritz Kortner
- 1954/55: Die Lokalbahn, Rolle: Bürgermeister Rehbein, Regie: Hans-Reinhard Müller
- 1955/56: Troilus und Cressida, Rolle: Menelaus, Regie: Ernst Ginsberg
- 1956/57: Ostern von August Strindberg, Rolle: Lundqvist, Regie: Gerd Brüdern
- 1957/58: Nachtasyl, Rolle: Kostylew, Regie: Werner Düggelin
- 1957/58: Der Bauer als Millionär, Rolle: Lorenz, Regie: Bruno Hübner
- 1958/59: Dantons Tod, Rollen: Mercier/Simon, Regie: Fritz Kortner
- 1959/60: Wilhelm Tell, Rolle: Leuthold, Regie: Werner Düggelin
- 1959/60: Der trojanische Krieg findet nicht statt, Rolle: Busiris, Regie: Hanskarl Zeiser
- 1960/61: Moral von Ludwig Thoma, Rolle: Dr. Hauser, Regie: Helmut Henrichs
- 1960/61: Man kann nie wissen, Rolle: Anwalt McComas, Regie: Dietrich Haugk
- 1961/62: Das Käthchen von Heilbronn, Rolle: Der Kaiser, Regie: Axel von Ambesser
- 1961/62: Die Mauer von Millard Lampell (Deutsche Erstaufführung), Rolle: Rabbiner Mazur, Regie: Kurt Meisel
- 1961/62: Der Alpenkönig und der Menschenfeind, Rolle: Habakuk, Regie: Eduard Loibner
- 1961/62: Der Revisor, Rolle: Iwan Kusmitsch Schpekin, Regie: Gerd Brüdern
- 1962/63: Das Mädl aus der Vorstadt, Rolle: Herr von Kauz, Regie: Kurt Meisel
- 1962/63: Camino Real von Tennessee Williams (Erstaufführung), Rolle: Jacques Casanova, Regie: Gerd Brüdern
- 1963/64: Der eingebildete Kranke, Rolle: Dr. Diafoirus, Regie: Roland Piétri
- 1964/65: Helden, Rolle: Paul Petkoff, Regie: Trude Kolman
- 1964/65: Scherz, Satire, Ironie und tiefere Bedeutung, Rolle: Baron von Haldungen, Regie: Axel von Ambesser
- 1965/66: Der Werbeoffizier von George Farquhar (Erstaufführung), Rolle: Balance, Regie: Axel von Ambesser
- 1965/66: Ein Monat auf dem Lande, Rolle: Ingnatij Iljitsch Schpigelskij, Regie: Kurt Meisel
- 1965/66: Der seidene Schuh von Paul Claudel, Rollen: Sankt Adlibitum/Don Mendez Leal, Regie: Hans Lietzau
- 1966/67: Haben von Julius Hay (Erstaufführung), Rolle: Hochwürden, Regie: Rudolf Wessely
- 1968/69: George Dandin, Rolle: Herr von Sotenville, Regie: Niels-Peter Rudolph
- 1968/69: Moral von Ludwig Thoma, Rolle: Dr. Hauser, Regie: Bert Ledwoch
- 1968/69: Monsieur Chasse! von Georges Feydeau, Rolle: Cassagne, Regie: Hermann Treusch
- 1970/71: Der Widerspenstigen Zähmung, Rolle: Baptista, Regie: Otto Schenk
- 1973/74: Das weite Land, Rolle: Portier Rosenstock, Regie: Kurt Meisel
- 1974/75: König Johann, Rolle: Graf von Pembroke, Regie: Hans Korte
- 1974/75: Der aufhaltsame Aufstieg des Arturo Ui, Rolle: Schauspieler, Regie: Dietrich Haugk
- 1976/77: Die zwölf Geschworenen von Reginald Rose/Horst Budjuhn, Rolle: Geschworener Nr. 11, Regie: Hans Quest

### Cuvilliés-Theater
- 1962/63: Don Juan, Rolle: Don Luis, Regie: Regie: Roland Piétri
- 1963/64: Cristinas Heimreise, Rolle: Romeo, Regie: Heinz Hilpert
- 1966/67: Das Gold von Bayern von Reinhard Raffalt (Uraufführung), Rolle: von Plempenberg, Regie: Bruno Hübner

## Filmografie
- 1922: Sklaventreue (Originaltitel: Homo sum)
- 1924: Der Fluch
- 1926: Maimärchen[58]
- 1926: Küssen ist keine Sünd'
- 1930: Kohlhiesels Töchter
- 1931: Kaiserliebchen[59][60]
- 1948: Lang ist der Weg
- 1950: Sensation im Savoy
- 1950: Der Geigenmacher von Mittenwald
- 1951: Die Schuld des Dr. Homma
- 1952: Die schöne Tölzerin
- 1953: Musik bei Nacht
- 1954: Frühlingslied
- 1954: Eine Frau von heute
- 1954: Gefangene der Liebe
- 1954: Hoheit lassen bitten
- 1954: Mannequins für Rio
- 1955: Die Bauernpassion (TV-Film)
- 1956: Santa Lucia
- 1957: Die Abenteuer des braven Soldaten Schwejk (TV-Film)
- 1958: … und nichts als die Wahrheit
- 1958: Der Pauker
- 1959: Das schöne Abenteuer
- 1961: Das veilchenblaue Auto (TV-Film, Kurzfilm)
- 1962: Montserrat (TV-Film)
- 1962: Peter Pan (TV-Film)
- 1964: Die Zeit der Schuldlosen
- 1964/65: Wälsungenblut
- 1965: Gewagtes Spiel: Das Geheimnis von Scherferloh (TV-Serie, eine Folge)
- 1965: Vor Nachbarn wird gewarnt (TV-Film)
- 1966: Adrian der Tulpendieb: Die Festung (TV-Serie, eine Folge)
- 1966: Die seltsamen Methoden des Franz Josef Wanninger: Eine verhängnisvolle Erfindung (TV-Serie, eine Folge)
- 1966: Das Abgründige in Herrn Gerstenberg (TV-Film)
- 1967: Das Kriminalmuseum: Kaliber 9 (TV-Serie, eine Folge)
- 1967: Graf Yoster gibt sich die Ehre: Die Kunst und wie man sie macht (TV-Serie, eine Folge)
- 1968: Geheimauftrag K (Assignment K)
- 1969: Köpfchen in das Wasser, Schwänzchen in die Höh’
- 1972: Hochzeit (TV-Film)
- 1972: Butler Parker: Galgenfrist (TV-Serie, eine Folge)
- 1972: Pater Brown: Das Hundeorakel (TV-Serie, eine Folge)
- 1973: Ein unheimlich starker Abgang (TV-Film)
- 1974: Der Widerspenstigen Zähmung (TV-Film, [Bayerisches Staatsschauspiel / Residenztheater 1971])
- 1977: Ein Volksfeind (TV-Film)